# 부천원미경찰서
부천원미경찰서(富川遠美警察署, Bucheon Wonmi Police Station)는 경기도남부경찰청이 관할하는 경찰서 중 하나이다. 경기도 부천시 원미구를 관할한다. 경기도 부천시 원미구 조마루로311번길 84 (중동)에 위치하고 있다.
서장은 경무관으로 보한다.

## 기본 정보
- 주소: 경기도 부천시 오정구 조마루로311번길 84 (중동)
- 우편번호: 14549
- 서장 계급: 경무관

## 관할 파출소 및 지구대
부천원미경찰서는 6개의 지구대와 1개의 파출소를 산하에 두고 있다.
| 명칭       | 사진 | 주소                      | 관할구역                    | 치안센터 |
| ---------- | ---- | ------------------------- | --------------------------- | -------- |
| 중앙지구대 |      | 장말로 337-1 (심곡동)     | 심곡1·2·3동 일부            |          |
| 중동지구대 |      | 석천로 203-16 (중동)      |                             |          |
| 상동지구대 |      | 상일로 99 (상동)          | 중동, 상동, 상1·2동         |          |
| 계남지구대 |      | 조마루로 252 (중동)       | 중1·2동 일부, 심곡동 일부   |          |
| 원미지구대 |      | 원미로149번길 4 (원미동)  | 원미1·2동, 심곡2동 일부     |          |
| 역곡지구대 |      | 부일로711번길 29 (역곡동) | 소사동, 역곡1·2동           |          |
| 약대파출소 |      | 중동로388번길 6 (약대동)  | 도당동, 약대동, 춘의동 일부 |          |

## 같이 보기
- 경기도남부경찰청
- 부천소사경찰서
- 부천오정경찰서
- 강력1반: 본 경찰서를 배경으로 제작한 텔레비전 드라마.